# Juan María Bordaberry
Juan María Bordaberry Arocena (Montevideo, 17 giugno 1928 – Montevideo, 17 luglio 2011) è stato un politico e dittatore uruguaiano. Presidente dell'Uruguay dal 1972 al 1976, ricoprì tale carica legittimamente dal 1º marzo 1972 al 27 giugno 1973, anno in cui con un golpe instaurò una dittatura civile-militare e assunse poteri dittatoriali che mantenne fino al 12 giugno 1976, quando fu rovesciato da un altro golpe.
Nel 2006 fu arrestato per vari delitti e omicidi commessi nel suo periodo di governo dittatoriale; fu processato e nel 2010 condannato a 30 anni di carcere. Morì nel 2011 all'età di 83 anni dopo una lunga malattia.

## Biografia
Nacque in una famiglia di idee politiche inclini verso il Partito Colorado uruguayano. Istruito nel collegio dei Padri gesuiti, divenne un cattolico integralista e critico del Concilio Vaticano II convocato da Giovanni XXIII. Da giovane si dedicò alle sue attività agricole; le sue prime attività politiche le realizzò in seno alla Liga Federal de Acción Ruralista diretta da Benito Nardone Cetrulo. Fu eletto senatore del Partito Nazionale dell'alleanza nazional-ruralista, che aveva vinto le elezioni del 1958, rimanendo in carica dal 1963 al 1965. Nel 1964 creò, insieme ai suoi simpatizzanti, la Liga Federal de Acción Ruralista, che nel 1969 si unì al Partito Colorado. Fu ministro dell'allevamento e dell'agricoltura tra il 1969 e il 1972, durante il governo di Jorge Pacheco Areco.
Nelle elezioni del 28 novembre 1971 il settore pachechista del Partito Colorado lo candidò alla presidenza della repubblica, con Jorge Sapelli candidato alla vicepresidenza, nel caso in cui la riforma costituzionale proposta dal suo partito per rendere possibile la rielezione del presidente Jorge Pacheco Areco non ottenesse i voti necessari per la sua approvazione. La riforma non passò, e Bordaberry divenne presidente della repubblica in un momento di gravi tensioni interne (era attivo il movimento di guerriglia dei Tupamaros di ispirazione comunista, e proliferavano altre organizzazioni paramilitari o terroristiche) e di crisi economica. Bordaberry affrontò la situazione alleandosi con i settori più conservatori del governo, che occupavano i posti più rilevanti nello Stato. In questo periodo fu in effetti repressa la guerriglia di sinistra grazie sia alle forze armate, sia ai settori civili dell'estrema destra vicini al governo.
L'influenza militare sul governo sempre più ampia culminò nel febbraio del 1973 nel rifiuto, da parte dell'Esercito e dell'Aviazione, della nomina a Ministro della difesa del generale Antonio Francese. Bordaberry cedette alle richieste dei militari, davanti all'indifferenza della popolazione civile alla sua chiamata a difendere le istituzioni e al mancato sostegno ricevuto dalla Marina, e trattò coi militari firmando il 13 febbraio l'accordo di Boiso Lanza, per molti preludio di ciò che sarebbe accaduto di lì a poco. 
Alcuni mesi dopo, il 27 giugno 1973, Bordaberry operò un colpo di Stato, nel quale sciolse il parlamento (che sostituì con un Consiglio di Stato), le organizzazioni sociali, i partiti politici e soppresse le libertà civili. Fu avviato anche il cosiddetto "Processo civico-militare", nel quale i militari cominciarono a occupare mansioni e a ricoprire incarichi a livello politico. Nel 1975 Bordaberry propose alla giunta militare un nuovo sistema costituzionale di ispirazione corporativa, nel quale sarebbero stati eliminati tutti gli altri partiti politici dichiarandoli illegali. Le Forze Armate giudicarono troppo rischiosa la via proposta da Bordaberry e il 12 giugno 1976 lo destituirono, per sostituirlo con il presidente del Consiglio di Stato Alberto Demicheli.

## Condanne e detenzioni
Bordaberry fu indagato dalla giustizia uruguaiana per crimini contro l'umanità, complicità nel colpo di Stato e violazione della Costituzione e come mandante di sequestri e sparizioni di oppositori politici. Il 16 novembre 2006 fu sottoposto a processo per questi crimini, insieme al suo primo ministro Juan Carlos Blanco. Il giudice Roberto Timbal lo accusò dell'assassinio dei parlamentari Zelmar Michelini e Héctor Gutiérrez Ruiz, uccisi nel 1976, quando si erano rifugiati a Buenos Aires, e di due ex prigionieri politici rifugiatisi in Argentina, gli ex guerriglieri tupamaros Rosario Barredo e William Whitelaw nel corso dell'Operazione Condor. Bordaberry fu incarcerato in attesa di giudizio.
Il 20 dicembre 2006 il giudice Graciela Gatti gli impose un periodo di carcere preventivo per l'assassinio di Ubagessner Chávez Sosa e Fernando Miranda, i cui corpi furono trovati nel 2005 durante degli scavi, e di Luis E. González, Juan M. Brieba, Carlos Arévalo, Julio Correa, Otermín Montes de Oca, Horacio Gelós Bonilla, José Arpino Vega ed Eduardo Pérez Silveira (detenuti politici ancora dati per scomparsi, ma ritenuti morti dal giudice), fatti occorsi durante il suo periodo di governo dittatoriale. Il giudice Gatti dichiarò inoltre che il golpe che Bordaberry attuò il 27 giugno 1973 sarebbe stata la base per un'accusa di "attentato alla Costituzione". Per questo fatto il 10 febbraio 2010 fu condannato a 30 anni di carcere.